# Kjetil Rekdal
Kjetil Rekdal, född 6 november 1968 i Molde, är en norsk fotbollsspelare och fotbollstränare. Rekdal kommer från Fiksdal på västra sidan av Tomrefjorden i Romsdal. Han är tränare för Rosenborg.

## Meriter som fotbollsspelare
Kjetil Rekdal spelade 83 A-landskamper och gjorde 17 mål för Norges landslag. Han debuterade i den högsta norska divisionen blott 16 år och 222 dagar gammal i en match för Molde.
Kjetil Rekdal spelade på 1990-talet i flera år på mittfältet i det norska fotbollslandslaget under förbundskapten Egil Olsen. Rekdal var känd för stor arbetskapacitet och kämpaglöd. Samtidigt var han i hög grad även målskytt. Målen kom ofta från distans, som 1–1-kvitteringen borta på Wembley Stadium i 1993 års VM-kval mot England. I VM-slutspelet i USA 1994 gjorde Rekdal 1–0 (även slutresultat) mot Mexiko i Norges öppningsmatch. Detta var Norges enda mål i 1994 års VM-slutspel. I VM-slutspelet 1998 i Frankrike gjorde Kjetil Rekdal mål på straffspark i Norges tredje gruppspelsmatch - mot Brasilien - sedan toppforwarden Tore André Flo hade hållits fast i straffområdet. Norge vann matchen med 2–1 och gick därmed vidare till andra omgången.
Förutom deltagande i två VM-turneringar var Rekdal också med i Norges trupp för EM 2000.

## Meriter som fotbollstränare
Rekdal vann tippeligaen som tränare for Vålerenga IF 2005. Han har också tre norska cupmästartitlar, en med Vålerenga och två med Aalesunds FK.
I december 2021 blev Rekdal anställd som ny huvudtränare i Rosenborg.